# Basílica d'Oudenbosch
La Basílica d'Oudenbosch és una basílica catòlica del poble d'Oudenbosch (Països Baixos). Els interiors i exteriors van ser projectats a imatge de la Basílica de Sant Pere del Vaticà, excepte la façana que és una rèplica de Sant Joan del Laterà. Va ser dissenyada per l'arquitecte Pierre Cuypers. El seu estil clàssic és únic a la regió.